# Glifă

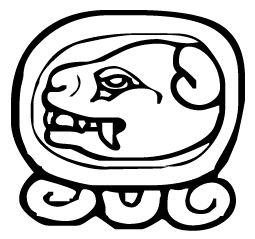
Glifă Maya,
anul Tzolkin, ziua a 10-a, Ok.

O glifă este un element grafic al scrisului, sau o reprezentare grafică a unui semn tipografic, al unui caracter tipografic sau al unui semn diacritic. Semnele alografe sunt cele care reprezintă două sau mai multe glife care reprezintă același simbol și care sunt interschimbabile. Conceptul sau unitatea abstractă cu care glifele sunt asociate se numesc grafeme.
Glifele diferitelor civilizații și scrieri se studiază din diferite puncte de vedere, antropologic, arheologic, lingvistic, pictografic, semantic, semiotic, ș.a.m.d.. Din punct de vedere geometric și al graficii pe calculator, glifele se pot defini și studia ca un ansamblu de puncte de pe o curbă tip Bézier, o metodă matematică dezvoltată în anii 1960.

## Etimologie

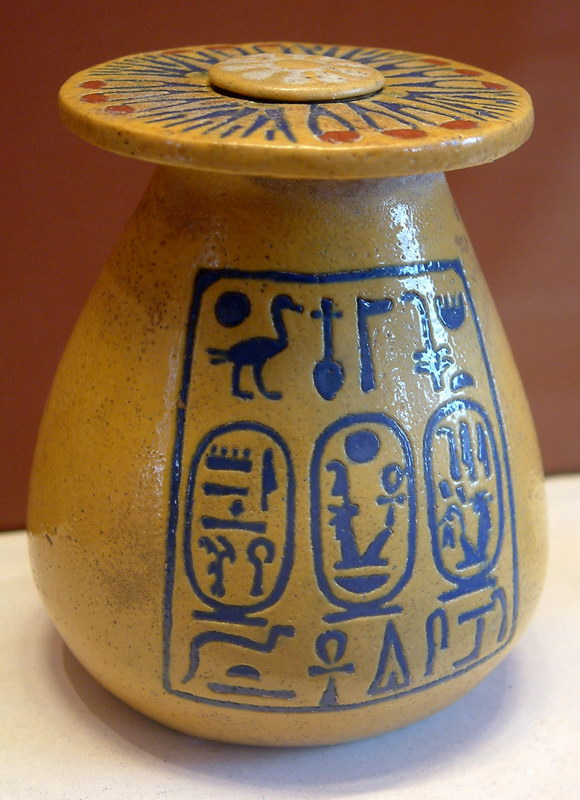
Vas din faianță din Egiptul antic – Traducerea textului hieroglific – Bunului zeu, Nebmaatre, viață dată, fiul lui Re, Amenhotep, conducătorul lui Wast-Uast etern, marea soție a regelui Tiye, ... – restul este iligibil datorită unghiului

Termenul din limba română a fost împrumutat din cuvântul din limba franceză glyphe, care a fost utilizat de anticarii francezi de la începutul anilor 1700, care la rândul său provenise din limba greacă γλυφή, adică glyphē, "gravare", conform verbului γλύφειν, glýphein, "a scobi, a grava".
Deși hieroglifele antice egiptene, semnificând "glife sacre", sunt exemple cunoscute de glife specifice culturii Egiptului antic în istoria omenirii începând cu lucrările lui Plutarh, cuvântul glifă a atras atenția europenilor odată cu desenele, gravurile și litografiile din anii 1840 ale lui Frederick Catherwood, care au reprezentat glifele nedescifrate ale civilizației Maya.